# Leezan Senekal
Pour les articles homonymes, voir Senekal.
Leezan Senekal, née en 1973, est une nageuse sud-africaine.

## Carrière
Leezan Senekal remporte aux Jeux africains de 1995 à Harare la médaille de bronze des 100 et 200 mètres papillon,.